# جنگ‌های علویان طبرستان و طاهریان
جنگ‌های علویان طبرستان و طاهریان به مجموعه نبردهایی در طبرستان گفته می‌شود که با قیام داعی کبیر در کلار آغاز شد و با فتح استرآباد به‌دست داعی، پایان یافت. بدین‌ترتیب طاهریان از طبرستان بیرون رانده شدند.

## پیش‌زمینه

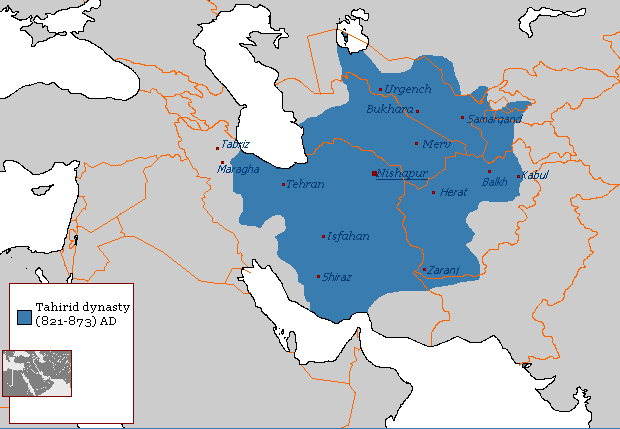
طبرستان و گرگان پیش از استقلال علویان طبرستان جزئی از ولایات امرای طاهریان بودند.

پیش از قیام داعی کبیر، طبرستان تحت نظر طاهریان اداره می‌شد و پایتخت آن در شهر ساری بود. در دورهٔ ظهور داعی، عامل طاهریان در منطقه سلیمان بن عبدالله نام داشت.

### نارضایتی مردم از عوامل طاهری
شخصی به نام «محمد بن اوس بلخی» از نمایندگان طاهری در طبرستان، با اشغال کردن زمینی بایر و بدون مالک، که مردم از آن بهره می‌بردند، موجب نارضایتی مردم از کارگزاران طاهری شد او همچنین غافلگیرانه وارد دیلم شده و از آن‌ها اسیر گرفته و کشتار به راه انداخت. در سال ۲۵۰ هجری «محمد بن رستم کلاری» و «محمد»، شهریاران رویانی از خاندان معدان، (و به نقلی محمد و جعفر پسران رستم) به یاری مردم کلار، چالوس و دیلم، شورشی در طبرستان برپا نمودند و از عبدالله پادوسبانی نیز تقاضای کمک کردند. مردم منطقه «دارفو»، در دیلم، نیز به روستاهای دیلمی می‌رفتند و مردم آن ولایت را علیه عوامل طاهری فرا می‌خواندند. سازماندهی این قیام در غرب رود چالوس به آسانی فراهم بود چون والیان خلیفه با توجه به اقتدار دیلمی‌ها هنوز به این ناحیه نفوذ نکرده نبودند و حاکمان دیلمی نیز با خلفای عباسی و طاهری دشمنی و مخالفت داشتند. بنابرین دیلمی‌های این ناحیه با آزادی به سازماندهی این جنبش دست زده و مطمئن بودند که در غرب طبرستان نیز مردم با آنان همدل و متحدند.
مردم طبرستان و دیلم پس از آماده کردن شرایط جنبش، از «محمد بن ابراهیم»، که یکی از علویان معروف ناحیه بود، خواستند که رهبری قیام را بپذیرد؛ ولی او که خودش را درخور این کار نمی‌دید، «حسن بن زید» را به آنان معرفی نمود. بزرگان کجور، طوماری نوشتند و پس از امضاء به قاصدی سپردند تا در ری به دست حسن بن زید برساند.

### ظهور داعی کبیر
حسن بن زید پس از تحقیق و اطمینان از پدیدار شدن زمینه‌های قیام در منطقهٔ طبرستان، این دعوت را پذیرفت و به همراه خویشان و بستگان از ری به طبرستان کوچید. سرانجام در رمضان ۲۵۰ هجری وارد منطقه رویان شد و دودمان علویان طبرستان را بنیان نهاد.
در ۲۵ رمضان ۲۵۰ هجری قمری، حاکم نور اسپهبد وندااُمید، عبدالله بن سعید، محمد بن عبدالکریم و بزرگان کجور در کلار با حسن بیعت کردند. حسن پس از بیعت اهالی کجور و کلار، سه نفر از یارانش با اسامی محمد بن عباس، علی بن نصر و عقیل بن مسرور را به چالوس فرستاد تا در آن شهر برایش بیعت بگیرند. «حسین بن محمد مهدی حنفی»، از بزرگان چالوس، مردم چالوس را در مسجد جامع این شهرگرد هم آورد تا بتوانند با نمایندگان حسن بن زید بیعت کنند. با این اقدام عملاً چالوس از سیطرهٔ طاهریان بیرون جُست. عامل طاهریان، محمد بن اوس، از شهر گریخت و اسپهبد جعفر به او و همراهانش پناه داد. همچنین امیران دیلم و بالاخص «جستانیان» نیز در میان کسانی بودند که با وی بیعت نمودند.

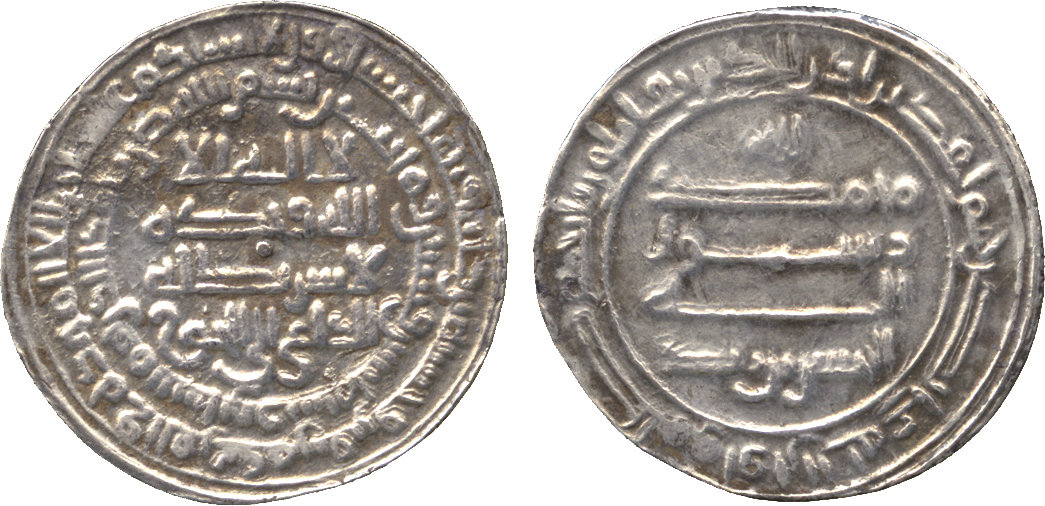
درهم نقره‌ای ضرب‌شده با نام حسن

حسن بن زید روز ۲۶ رمضان به «روستای کورشید» رفت و فردایش به به سمت کجور حرکت کرد و تا روز عید فطر در آنجا ماند. وی برای نخستین بار در مصلای کلار نماز عید فطر را اقامه نمود و اهدافش را بیان کرد. از آن پس نمایندگانی به مناطق گوناگون گسیل نمود و مردم را به قیام علیه طاهریان فراخواند. خود نیز پس از اطمینان از وفاداری مردم کجور و کلار، برای کسب بیعت به ناتل و پایدشت رفت. سفرها و جابه‌جایی‌های پیاپی داعی از آغاز کار نشان می‌دهد که بستر برای او آماده بود و خبری از هیچ ممانعتی در برابر او نیست.

## نبرد پایدشت
به عنوان نخستین درگیری، در پایداشت و بنا به قولی در ناتل نیروهای داعی به فرماندهی محمد علوی و محمد پسر رستم با نیروهای محمد بن اوس به جلوداری «محمد بن اخشید» درگیر شدند که محمد علوی توانست سر محمد بن اخشید را از بدنش جدا کند و برای حسن بن زید بفرستد. این نبرد نخستین پیروزی نظامی علویان و حامیانشان علیه حکام طاهری بود.

## نبرد لیکانی
مرگ محمد بن اخشید در نبرد موجب تضعیف روحیهٔ سپاهیان طاهری شد چنانچه عقب‌نشینی کردند. محمد بن اوس نیز نزد سلیمان بن عبدالله طاهری، عامل طاهریان در طبرستان، رفت. سپس علویان به سوی آمل حرکت کردند ولی در میانهٔ راه به سپاه سلیمان برخوردند که محمد بن اوس این بار فرماندهی آن را در دست داشت. در جنگی که در منطقه «لیکانی» رخ داد، علویان شکست خوردند، محمد علوی کشته شد و «حسن بن حسین»، از فرماندهان علوی، به همراه بسیاری از سربازانش اسیر شد. بقیهٔ سپاهیان علوی نیز به پایدشت بازگشتند. اسیران را نزد سلیمان در آمل بردند و پس از مدتی آزاد کردند.

## نبرد چمنو
داعی پس از این شکست، «محمد بن حمزه» را به دیلم فرستاده و از مردم آنجا کمک طلب کرد. ششصد مرد جنگنده به فرماندهی «امیدوار بن لشکرستان»، «ویهان بن سهیل»، «پالیزبان» و «فضل رفیقی» توسط گیلانیان و دیلمیان به پایدشت اعزام شدند و از طرفی بعضی از اسپهبدان طبرستان مانند «پادوسبان»، «مصمغان»، «ویجن»، «خورشید بن حنف»، «خیان»، «پادوسبان بن گردزادلپور» به داعی نامه‌ای نوشته و از عدم یاری وی در برابر طاهریان عذرخواهی نمودند و هنگامی که داعی قصد هجوم به آمل را یافت، ۲۰۰ نفر پیاده و ۲۰ نفر سواره‌نظام را برای کمک به او فرستادند.
داعی این بار فرماندهی سپاه را به عهدهٔ محمد بن حمزه و حسین بن احمد گذاشت. محمد بن اوس، حاکم وقت آمل، نیز لشکری به فرماندهی ابراهیم بن خلیل برای مقابله با علویان فرستاد. در نبرد سنگینی که بین دو سپاه درگرفت، علویان پیروز شدند و سپاه طاهریان به سوی آمل عقب‌نشینی نمود. علویان تعقیبشان نموده و آمل را تصرف کردند. محمد بن اوس نیز از شهر گریخت. داعی پس از پیروزی در تاریخ ۲۳ شوال سال ۲۵۰ هجری، وارد آمل شد و در مصلای شهر از مردم بیعت گرفت. شهر آمل را نیز مقر حکومتش قرار داد. سپس چند تن از حامیان طاهریان را اعدام نمود ولیکن فرماندهٔ شکست خوردهٔ آنان، ابراهیم بن خلیل، را امان داد.
داعی کبیر پس از رسیدن به حکومت طبرستان، پایتخت خود را از ساری — که جایگاه طاهریان بود — به آمل منتقل کرد تا به حامیان و هوادارانش نزدیک‌تر باشد.

## ظهور مصمغان؛ فتح مامطیر و ساری
مصمغان از جمله حامیان داعی بود که با ورود به شهر مامطیر، در روز ۲۶ شوال سال ۲۵۰ هجری قمری برای او بیعت گرفت و موجب شد که این شهر بدست علویان افتد. خود داعی نیز نمایندگانی را برای اخذ بیعت به شهرهای فیروزکوه، دماوند و ری اعزام کرد. همچنین در ۴ ذی‌القعده همان سال گروهی را با «امیر الحاج» قرار دادن محمد بن حمزه، به حج فرستاد.
در زمان طاهریان، پایتخت سلیمان بن عبدالله شهر ساری بود. داعی پس از آن‌که مامطیر را تصرف کرد، به مصمغان دستور داد تا به ساری رود. مصمغان نیز روستای «پوطم نوروز آباد» شهرستان ساری را لشگرگاه خویش قرار داد. در این ایام، سلیمان بن عبدالله نیز لشکرش را به «اَسد جندان» سپرد. خود داعی نیز در «روستای توجی» سپاهیانش را آماده نبرد می‌کرد. پس از شروع نبرد، داعی به نصیحت پیرمردی به نام «شهریار بن اندیان»، از جنگ با سپاهیان جندان پرهیز نمود و به ظاهر گریخت و سپس از بی‌راهه، وارد شهر ساری شد و در شهر جنگی بین طرفین رخ داد که علویان در آن پیروز شده و شهر را فتح کردند. سلیمان نیز از ساری گریخت و به «روستای دودان» نزد سپاهیانش رفته؛ سپس به سوی ساری هجوم آوردند که در نبردی شهری، سپاهیان طاهری مجدداً شکست را متحمل شدند.
پس از شکست سپاه طاهری سلیمان به استرآباد گریخت و سپاهیان علوی عمارت وی را به آتش کشیدند. از سوی دیگر حسین بن زید، برادر داعی کبیر، دماوند را فتح کرد و بزرگان شهرهای لاریجان و قصران هم نزد داعی رفته و اظهار تبعیت و فرمانبرداری کردند.

## نبرد تمشکی دشت
پس از ۴۰ روز حکومت علویان در شهر ساری، داعی کبیر تصمیم گرفت که به آمل بازگردد؛ ولی به توصیهٔ اسپهبدِ پادوسبانی، به «چمنو» رفت. با پیوستن لشکریان خراسان به سپاه سلیمان بن عبدالله، وی بار دیگر به سوی مازندران شتافت. دیلمیانی که در سپاه داعی بودند، درصدد انتقال غنائم جنگی به منازلشان، بازگشته بودند و داعی با سپاهی کوچک به مقابلهٔ با طاهریان برخاست. دو سپاه در محلی به نام «تمشکی دشت» به مصاف یکدیگر رفتند که موجب شکست و عقب‌نشینی علویان شد. سربازان علوی در بیشه‌ها پراکنده شدند و توانستند «احمد بن محمد بن اوس» را بکشند. داعی کبیر نیز در زمان عقب‌نشینی، آنقدر روی پُل چمنو ایستاد تا تمامی زخمیان و کشتگان را از آن پل عبور دادند. سپس بازماندگان به سمت چالوس گریختند.
پس از تمشکی دشت، نبردی هم در «تالابنمان» درگرفت و عدهٔ بسیاری کشته شدند. داعی شبانه به همراه اسپهبد فنا، پسر ونداامید و خورشید پسر جسنف، از راه بالامین به آمل رفت. (از راه سوادکوه و لپور کنونی) صبح نیز توقفی نکرد و از آمل به چالوس گریخت و سلیمان به تعقیبش پرداخت. دربارهٔ سراسیمگی سپاهیان داعی نقل است که لشکرستان، فرماندهٔ او، فرصت پوشیدن جامه نیافت و عریان بود و وقتی به چالوس رسیدند، داعی ده هزار درهم ستاند تا برای سربازان لباس تهیه کند.

## نبرد لاویج
پس از فتح آمل توسط سپاهیان طاهری، این شهر به اسپهبد قارن بن شهریار داده شد. داعی کبیر نیز پس از آن‌که عده‌ای از مردم گیلان و دیلم به او پیوستند، به سوی «لاویجه رود» رفته و آنجا را لشگرگاه خویش قرار داد. سپاهیان طاهری و باوندی نیز از آمل خارج شده و در پایدشت مستقر شدند. داعی نیز به توصیهٔ سپاهیان دیلمی، به لشکرِ اسپهبد باوندی شبیخون زد و آن را در نبرد شبانه، شکست داد. در این شبیخون عدهٔ زیادی از سرداران سپاه طاهری کشته شدند. پس از پایان جنگ، علویان وارد آمل شدند و آن را بار دیگر فتح کردند. اسپهبد پادوسبانیان نیز به فرمان داعی کبیر، برای تعقیب اسپهبد باوندی فرستاده شد و بدین ترتیب او توانست کوهستان کارن را فتح کند و اسپهبد قارن باوندی به گرگان نزد سلیمان بن عبدالله پناه برد. خود داعی نیز پس از ۱۵ روز از آمل به سوی چمنو رفت و برای دومین بار ساری را فتح کرد. پس از شکست‌های پیاپی سلیمان بن عبدالله از شاه طاهریان، محمد بن عبدالله، درخواست کمک کرد و سپاهی به سرداری «عناتور بن بختانشاه» و «جسنف بن ماس» به استراباد گسیل شد. از سویی عده‌ای از سپاهیان داعی در قارن کوه بودند و عدهٔ دیگری از دیلمیان پس از بدست آوردن غنائم، به وطنشان مراجعت نموده بودند. بنابرین داعی کبیر ابتدا از ساری به آمل و سپس به چالوس عقب نشست. در این هنگام خبر پیوستن وهسودان، حاکم دیلم، به طاهریان نیز شایع شده بود.

## پیروزی نهایی بر طاهریان

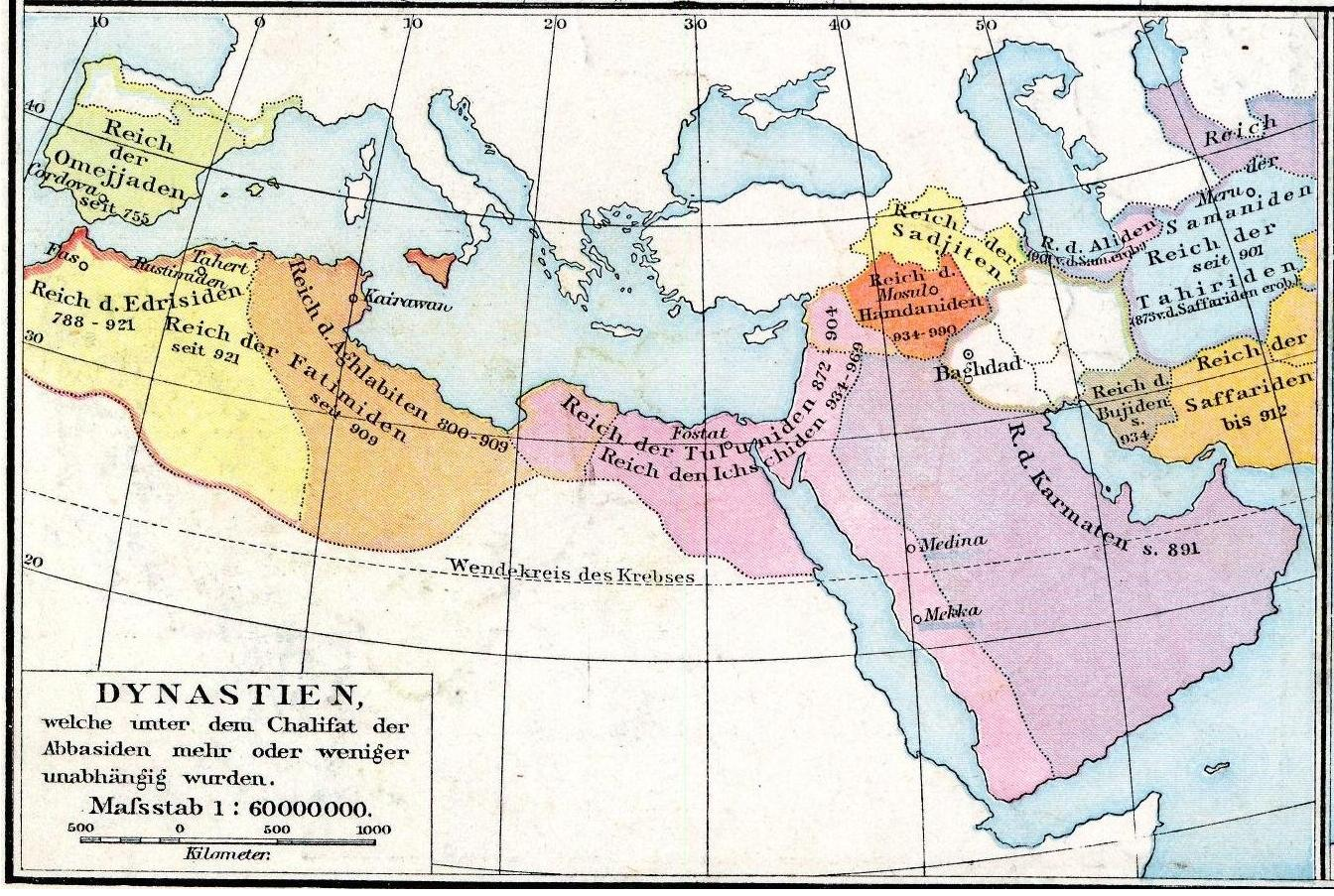
قلمرو حکومت‌های اسلامی – شامل علویان، عباسیان، طاهریان و… – در قرن سوم هجری

وهسودان، حاکم دیلمیان، پس از اندکی چهار هزار تن از جنگجویان دیلمی را نزد داعی کبیر فرستاد و سرانجام دو سپاه در چمنو اردو زدند. در ابتدای نبرد، سپاهیان علوی شکستی را متحمل شدند که موجب عقب‌نشینی آنان به آمل گشت؛ لیکن اندکی بعد دوباره هجوم آورده و در ۸ ذی الحجه ۲۵۲ هجری، طاهریان را شکست دادند و سپاهیان دیلمی در شهر ساری به قتل و غارت روی آوردند سپس عده‌ای از سرداران طاهری را به قتل آوردند. سلیمان بن عبدالله، خود نیز از ساری گریخت؛ ولیکن اقوام و اموالش به دست علویان افتادند.
داعی پس از این پیروزی چند ماه در ساری ماند و سپس به شهر آمل بازگشت و «سید حسن بن محمد بن جعفر عقیقی» را که از اقوامش بود، در ساری به حکومت نشاند. سلیمان بن عبدالله نیز از استراباد به محمد بن زید، برادر داعی کبیر، نامه‌ای نوشت و در آن از محمد درخواست و التماس نمود که نزد برادرش وساطت و شفاعت نموده، خانواده و بستگانش را از بند رها نماید. داعی کبیر نیز با درخواست برادرش موافقت نمود و آن افراد را به استراباد فرستاد.

## فتح استرآباد
سلیمان بن عبدالله، پس از شکست در برابر داعی، از استرآباد (گرگان کنونی) به خراسان رفت و در جای خود نمایندگانی را قرار داد. داعی کبیر نیز پس از سرکوب مخالفان داخلی، در تاریخ ۳ ذی‌الحجه ۲۵۳ هجری قمری، «محمد بن ابراهیم» و «لشکرستان دیلمی» را در رأس سپاهی به سوی استرآباد اعزام نمود که توانستند آن شهر را نیز فتح کنند.

## فهرست منابع
- واردی کولایی، تقی (۱۳۸۹). تاریخ علویان طبرستان. قم: انتشارات دلیل ما. شابک ۹۷۸-۹۶۴-۳۹۷-۶۸۶-۶.
- مجد، مصطفی (۱۳۸۸). ظهور و سقوط مرعشیان. نشر رسانش. شابک ۹۷۸-۶۰۰-۵۰۱۱-۱۵-۹.
- آذری، علاءالدین. حسن‌بن زیدبن محمد. دانشنامه جهان اسلام. بایگانی‌شده از اصلی در ۱۰ ژانویه ۲۰۱۳. دریافت‌شده در ۲۰ ژوئیه ۲۰۱۲.
- اسلامی، حسین (۱۳۹۰). مازندران در تاریخ. ج. یک. ساری: شلفین. شابک ۹۷۸-۶۰۰-۱۰۰-۱۷۸-۹.
- الهامی، داوود (آذر ۱۳۷۳). «قیام حسن بن زید علوی در طبرستان» (۹). درسهایی از مکتب اسلام. بایگانی‌شده از اصلی در ۱۰ ژانویه ۲۰۱۳.
- اعظمی سنگسری، چراغعلی (۱۳۵۴). گاوبارگان پادوسبانی (PDF). شرکت افست. بایگانی‌شده از اصلی (PDF) در ۲۶ اکتبر ۲۰۲۰. دریافت‌شده در ۹ اکتبر ۲۰۲۱.
- مفرد، محمدعلی (۱۳۸۶). ظهور و سقوط آل‌زیار. تهران: انتشارات رسانش. شابک ۹۶۴-۷۱۸۲-۹۴-۵.
- عظیمی، ناصر (۱۳۹۴). «هبوط قدرت از کوهستان به جلگه/ بخش دوم». ورگ. بایگانی‌شده از اصلی در ۴ ژوئیه ۲۰۱۴. دریافت‌شده در ۳۰ ژوئن ۲۰۱۴.

- W. Madelung. "ʿALIDS". Encyclopaedia Iranica (به انگلیسی). Archived from the original on 10 January 2013. Retrieved July 25, 2012.